# Ватсипутрия
Ватсипутрия (санскр. vâtsîputriya — (школа) сыновей Ватсы) — влиятельная ветвь стхавиравады, консолидировавшаяся в начале III в. до н. э. Согласно А. Баро, её дальнейшие ответвления — дхармоттарии, бхадраянии, самматии и шаннагарики — обособились около I в. н. э., согласно некоторым буддологам, ватсипутрии, наоборот, отделились от самматиев.
О степени влияния ватсипутрии свидетельствует уже тот факт, что буддийская ортодоксия во главе с Тиссой Моггалипуттой решительно выступила против её основной доктрины — учения о квазиперсоне-пудгале. Трансмигрирующая квазиперсона, признаваемая ватсипутриями помимо скандх, составляющих «призрачного индивида», была призвана принять на себя функцию нити, на которой держатся эти «динамические слои» дхарм, и объяснить действие кармического воздаяния. Все остальные буддийские школы выступили против новшества, увидев в нём, и не без основания, поиск компромисса с брахманистской концепцией Атмана. Дискуссией с учением ватсипутриев о квазиперсоне-пудгале открывается древний палийский абхидхармический текст Катхаваттху, ядро которого восходит, вероятно, ко времени после Третьего буддийского собора (вторая половина III в. до н. э.)
Кроме того, ватсипутрии, подобно сарвастивадинам, считали, что архат подвержен падению и что «еретики» также могут достичь сверхъестественного состояния. Центром школы Ватсипутрия был район Аванти. В период правления Харши (IV в. н. э.) ей покровительствовали члены семьи этого правителя. Таранатха отмечает, что Ватсипутрия просуществовала вплоть до начала правления царей династии Пала (IX в. н. э.)